# Jonathan (football)
Pour l’article ayant un titre homophone, voir Johnathan.
Pour les articles homonymes, voir Jonathan.
Jonathan Cícero Moreira, plus communément connu sous le nom de Jonathan, né le 27 février 1986 à Conselheiro Lafaiete, dans l'état du Minas Gerais au Brésil, est un footballeur brésilien évoluant au poste de latéral droit.

## Carrière

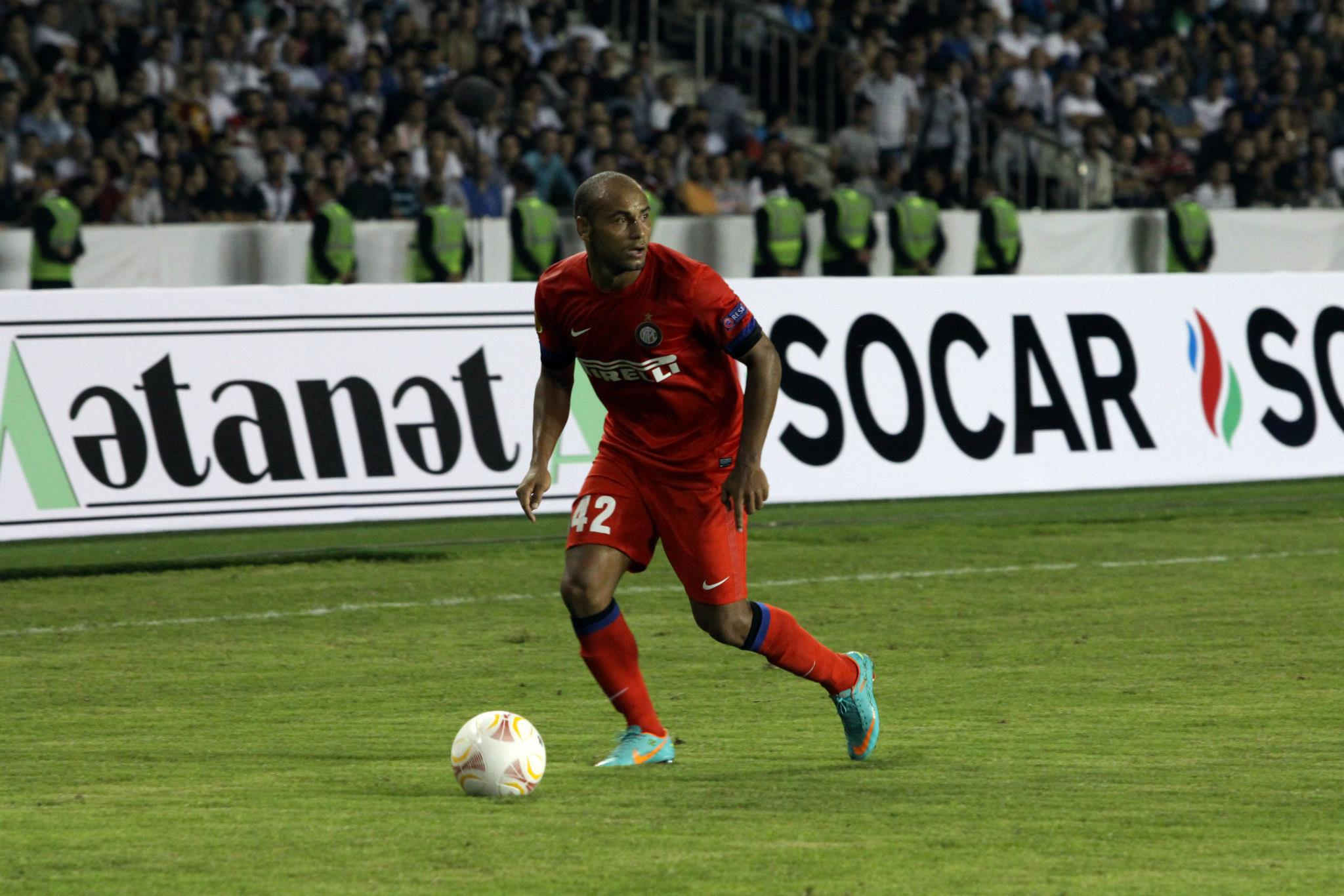
Jonathan avec l'Inter Milan en 2012

Il fait ses débuts en pro dans le championnat brésilien dans le match opposant Cruzeiro à Santos, gagné à domicile 3-2, le 24 juillet 2005.
Il inscrit son premier but en pro dans le match opposant Cruzeiro aux Corinthians, gagné à l'extérieur 3-0, le 25 août 2007.
Le 13 juillet 2011, Jonathan rejoint l'Inter Milan.

## Palmarès

### En club
- Cruzeiro
  - Champion du Minas Gerais en 2006 (pt), 2008 (en) et 2009 (pt)

- Santos
  - Champion de l'État de São Paulo en 2011 (en)
  - Vainqueur de la Copa Libertadores en 2011

- Atlético Paranaense
  - Vainqueur de la Copa Sudamericana en 2018
  - Vainqueur de la Coupe Suruga Bank en 2019 (en)
  - Vainqueur de la Coupe du Brésil en 2019

### En sélection
- Équipe du Brésil des moins de 17 ans
  - Vainqueur de la Coupe des champions du monde en 2002
  - Vainqueur de la Coupe du monde des moins de 17 ans en 2003

### Distinctions individuelles
- Membre de l'équipe type du championnat brésilien au Prêmio Craque do Brasileirão en 2009
- Vainqueur du Bola de Prata en 2009
- Vainqueur du Troféu Telê Santa du meilleur latéral droit en 2008 et 2009